# Grindelia
 Grindelia  Willd., 1807  è un genere di piante angiosperme dicotiledoni della famiglia delle Asteraceae, sottofamiglia Asteroideae, tribù Astereae (North American lineage) e sottotribù Machaerantherinae.

## Etimologia
Il nome del genere è stato dato in onore del botanico lettone David Hieronymus Grindel (1776–1836).
Il nome scientifico del genere è stato definito dal botanico Carl Ludwig Willdenow (1765-1812) nella pubblicazione " Magazin für die neuesten Entdeckungen in der gesammten Naturkunde, Gesellschaft Naturforschender Freunde zu Berlin . Berlin" ( Mag. Neuesten Entdeck. Gesammten Naturk. Ges. Naturf. Freunde Berlin 1(4): 259 (-261) ) del 1807.

## Descrizione

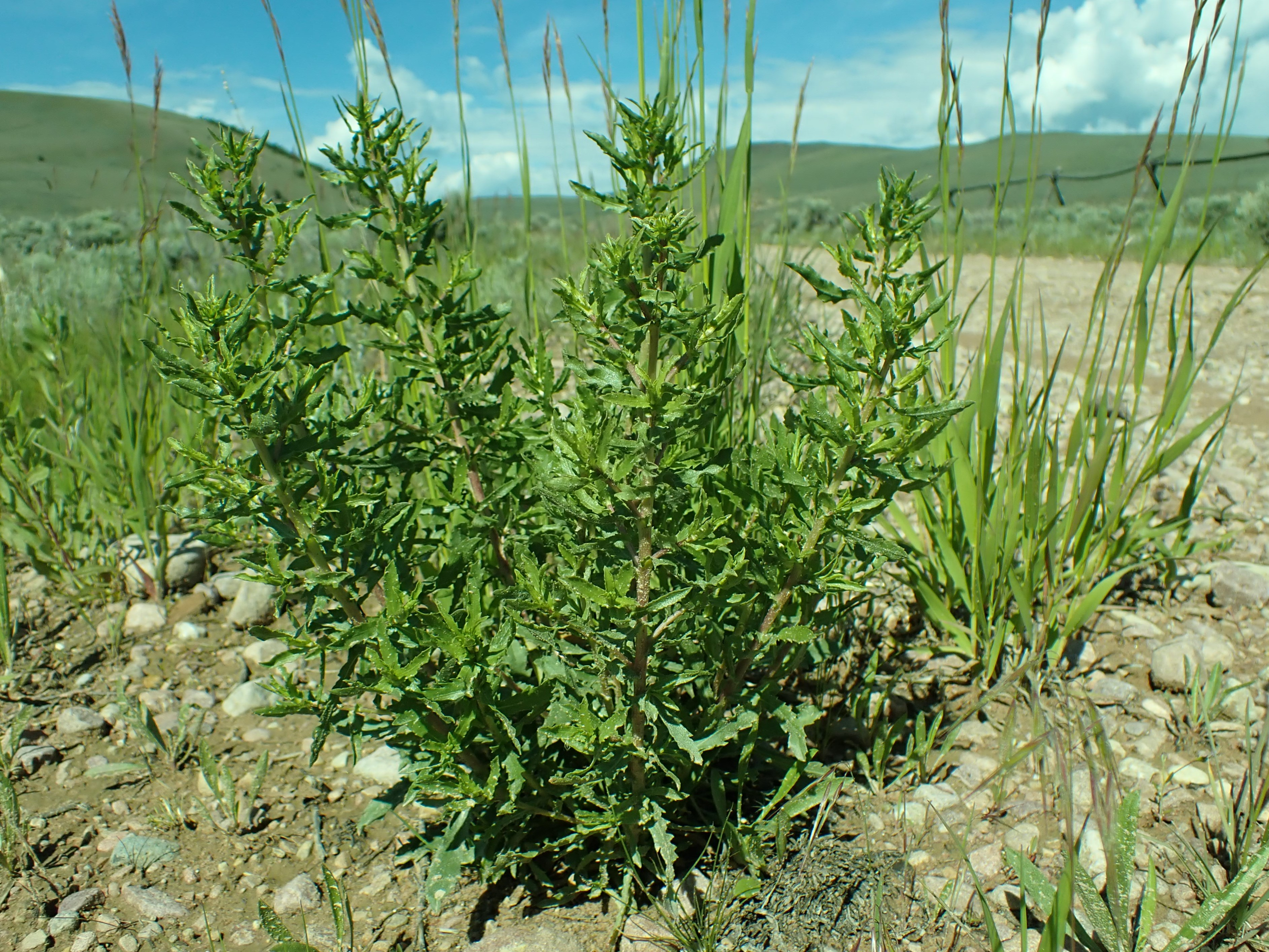
Il portamento
Grindelia squarrosa

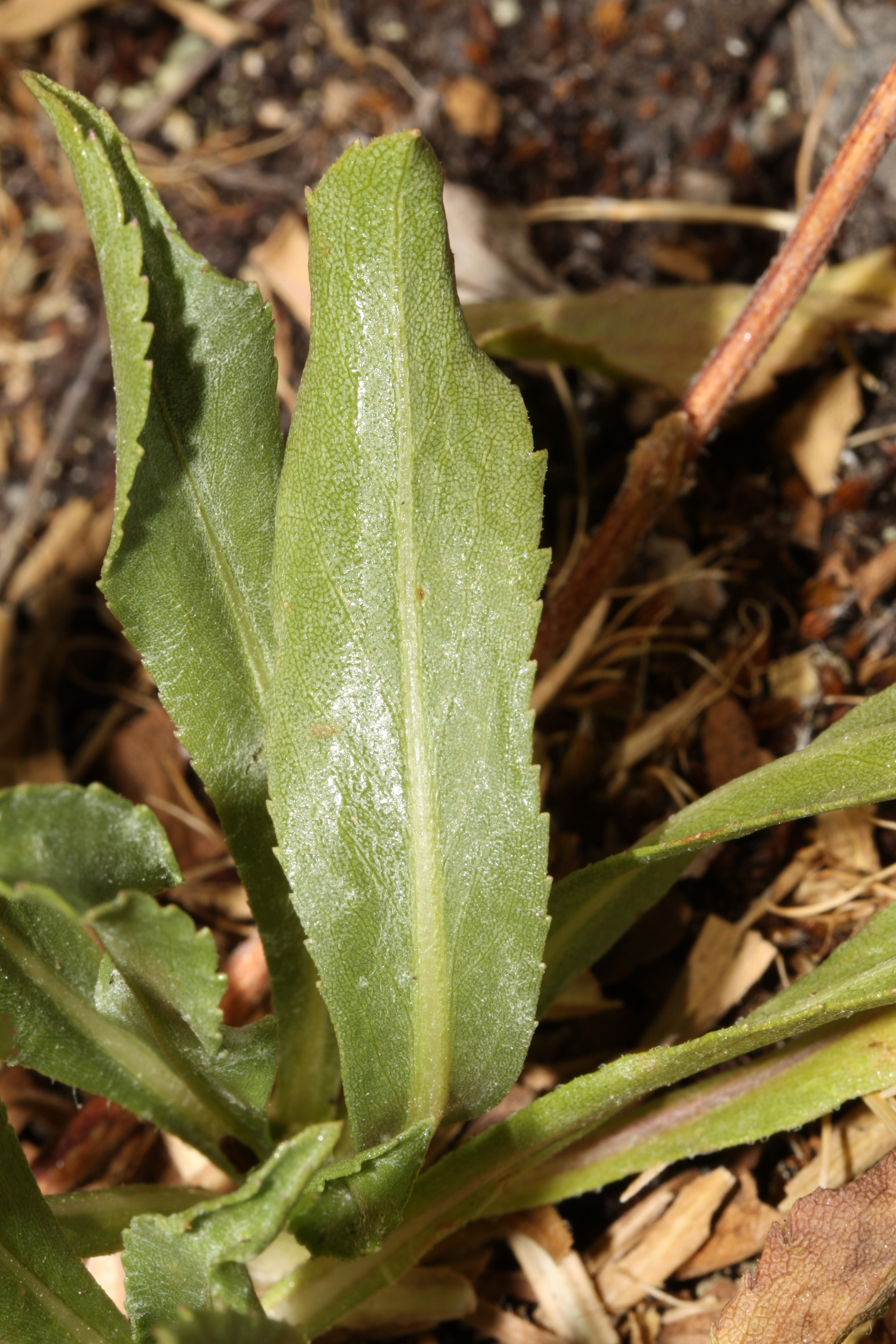
Le foglie
Grindelia integrifolia

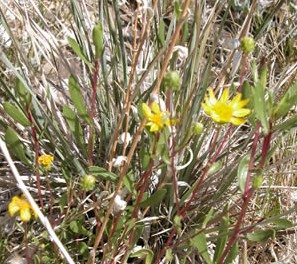
Infiorescenza
Grindelia fraxinipratensis

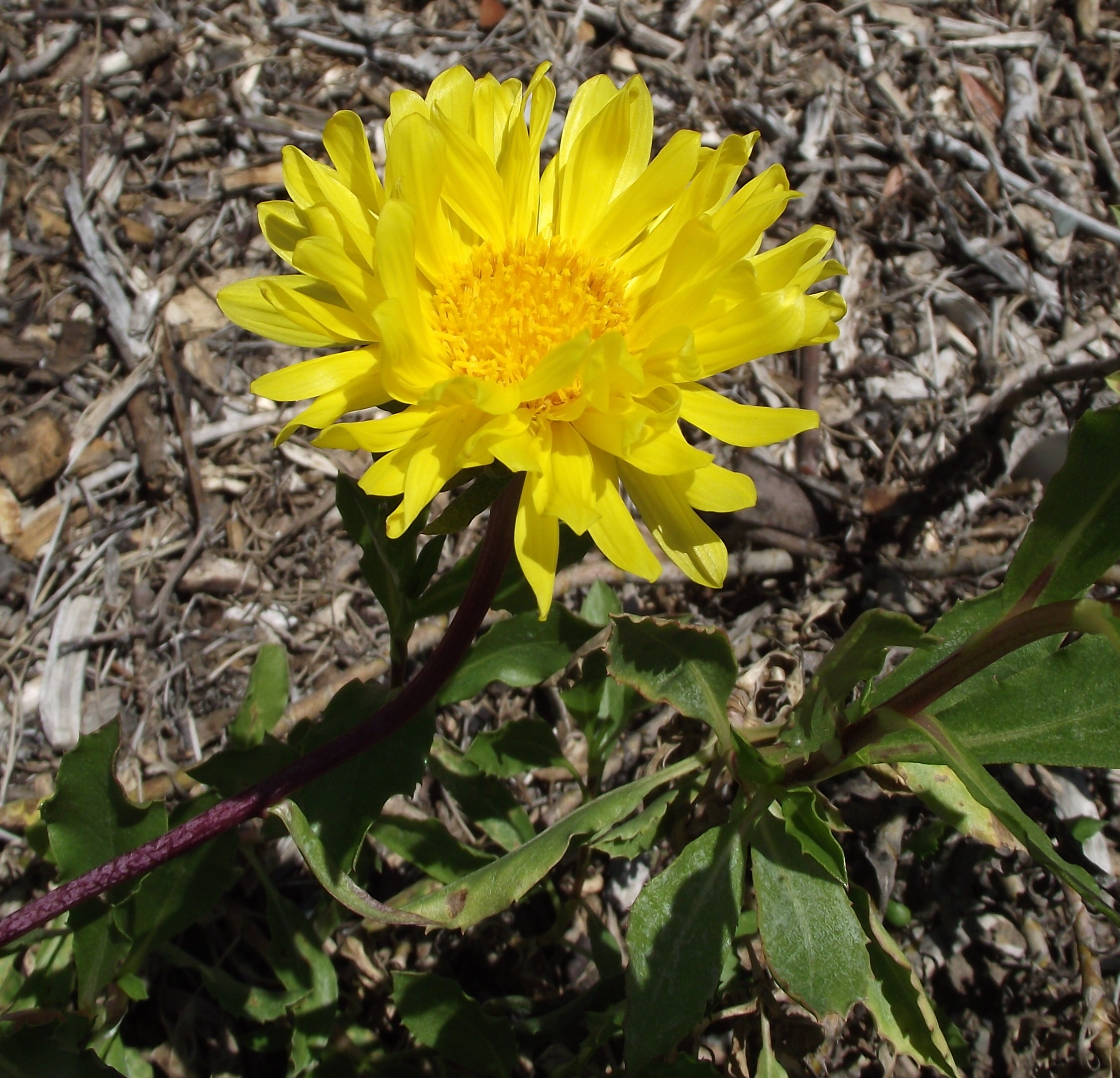
I fiori
Grindelia chiloensis

Portamento. Le specie di questo genere hanno un ciclo biologico annuale o biennale o sub-arbustivo (ciclo biologico perenne). La superficie è ricoperta di peli ghiandolari o semplici. Sono presenti specie acquatiche (ex. genere Olivaea).
Fusto. La parte aerea in genere è eretta, semplice o ramosa. La parte sotterranea può essere stolonifera. Gli steli, in Olivaea, sono cavi e adatti ad un habitat umido. Altezza media: 15 - 250 cm.
Foglie. Le foglie lungo il caule sono disposte in modo alternato e sessile; la lamina è intera con forme perlopiù oblunghe-lanceolate; i bordi possono essere spinulosi o pennatifidi; la pagina fogliare può essere glabra.
Infiorescenza. Le sinflorescenze sono scapose (capolini solitari) o in gruppi fino a 20 (Olivaea). Le infiorescenze vere e proprie sono composte da un capolino terminale peduncolato di tipo radiato (o discoide) con fiori eterogami. I capolini sono formati da un involucro, con forme da campanulate a emisferiche, composto da 25 - 100 brattee, al cui interno un ricettacolo fa da base ai fiori di due tipi: fiori del raggio e fiori del disco. Le brattee, filiformi, lineari o lanceolate, e a consistenza cartacea, sono disposte in modo più o meno embricato e scalato su 4 - 9 serie. Il ricettacolo butterato (senza pagliette) a protezione della base dei fiori ha delle forme piatte o convesse. Diametro degli involucri: 5  - 25 mm.
Fiori.  I fiori sono tetra-ciclici (formati cioè da 4 verticilli: calice – corolla – androceo – gineceo) e pentameri (calice e corolla formati da 5 elementi). Si distinguono in:
- fiori del raggio (esterni): da 5 a 60 per capolino, sono femminili e sono disposti su 1 - 2 serie; la forma è ligulata (zigomorfa); possono essere assenti;
- fiori del disco (centrali): sono più numerosi (da 100 a 200) con forme brevemente tubulose (attinomorfe); sono ermafroditi o (raramente) funzionalmente maschili.

- Formula fiorale:

*/x K {\displaystyle \infty }, [C (5), A (5)], G 2 (infero), achenio
- Calice: i sepali del calice sono ridotti ad una coroncina di squame.

- Corolla:

- fiori del raggio: la forma della corolla alla base è più o meno tubulosa-imbutiforme, mentre all'apice è ligulata; la ligula può terminare con alcuni denti; il colore è giallo o arancio;
- fiori del disco: la forma è tubulare bruscamente divaricata in 5 lobi; i lobi, patenti o eretti, hanno una forma triangolare; il colore è giallo.

- Androceo: l'androceo è formato da 5 stami sorretti da filamenti generalmente liberi; gli stami sono connati e formano un manicotto circondante lo stilo; le teche (produttrici del polline) alla base sono troncate e sono lievemente auricolate (molto raramente sono speronate o hanno una coda); le appendici apicali delle antere hanno delle forme piatte e lanceolate; il tessuto endoteciale (rivestimento interno dell'antera) è quasi sempre polarizzato (con due superfici distinte: una verso l'esterno e una verso l'interno). Il polline è sferico con un diametro medio di circa 25 micron;  è tricolporato (con tre aperture sia di tipo a fessura che tipo isodiametrica o poro) ed è echinato (con punte sporgenti).

- Gineceo: l'ovario è infero uniloculare formato da 2 carpelli. Lo stilo (il recettore del polline) è profondamente bifido (con due stigmi divergenti) e con le linee stigmatiche marginali separate. I due bracci dello stilo hanno una forma ottusa arrotondata e possono essere papillosi o ricoperti da ciuffi di peli.

Frutti. I frutti sono degli acheni con pappo (possono essere dimorfici): il corpo, compresso con 2 - 3 nervature longitudinali o 3 - 4 angoli, ha la forma ob-conica e superficie senza ghiandole. Le setole da 25 a 40 (o 2 - 8 ariste finemente barbate e incurvate verso il basso) del pappo sono disposte su 2 – 4 serie e graduate in altezza (tendono ad essere appiattite almeno alla base).

## Biologia
Impollinazione: l'impollinazione avviene tramite insetti (impollinazione entomogama tramite farfalle diurne e notturne).

Riproduzione: la fecondazione avviene fondamentalmente tramite l'impollinazione dei fiori (vedi sopra).

Dispersione: i semi (gli acheni) cadendo a terra sono successivamente dispersi soprattutto da insetti tipo formiche (disseminazione mirmecoria). In questo tipo di piante avviene anche un altro tipo di dispersione: zoocoria. Infatti gli uncini delle brattee dell'involucro (se presenti) si agganciano ai peli degli animali di passaggio disperdendo così anche su lunghe distanze i semi della pianta. Inoltre per merito del pappo il vento può trasportare i semi anche a distanza di alcuni chilometri (disseminazione anemocora).

## Distribuzione e habitat
Le specie di questo genere sono distribuite in America del nord e del sud (esclusa la parte tropicale).

## Sistematica
La famiglia di appartenenza di questa voce (Asteraceae o Compositae, nomen conservandum) probabilmente originaria del Sud America, è la più numerosa del mondo vegetale, comprende oltre 23.000 specie distribuite su 1.535 generi, oppure 22.750 specie e 1.530 generi secondo altre fonti (una delle checklist più aggiornata elenca fino a 1.679 generi). La famiglia attualmente (2021) è divisa in 16 sottofamiglie; la sottofamiglia Asteroideae è una di queste e rappresenta l'evoluzione più recente di tutta la famiglia.

### Filogenesi
La tribù Astereae (una delle 21 tribù della sottofamiglia Asteroideae) comprende circa 40 sottotribù. In base alle ultime ricerche nella tribù sono stati individuati (provvisoriamente) 5 principali lignaggi:
- Basal grade: include alcuni generi isolati, il gruppo "South American-Oceania",  alcune sottotribù africane e il gruppo dei generi legnosi del Madagascar.
- Bellis lineage: comprende le sottotribù eurasiatiche e una sottotribù africana.
- Aster lineage: include i generi asiatici di Asterinae e i principali gruppi dell'Australia e dell'Oceania.
- Baccharis lineage: include alcuni gruppi sudamericani.
- North American lineage: include la vasta gamma di sottotribù del Nordamerica, Messico e alcuni gruppi distribuiti nel Sudamerica.

Il genere  Grindelia (insieme alla sottotribù Machaerantherinae) è incluso nel lignaggio "North American lineage". Attualmente la sottotribù è suddivisa in 5 gruppi informali: Basal grade - Machaeranthera group - Haplopappus group - Xanthocephalum group - Lessingia group. Questo genere si trova nel "Haplopappus group".
I caratteri distintivi del genere sono:
- le piante hanno un ciclo biologico annuale o perenne, la parte sotterranea del fusto è fittonante, mentre la parte aerea ha steli solidi per un habitat più secco;
- la pagina fogliare è punteggiato-resinosa;
- i frutti acheni si presentano gonfi e non alati, altri sono piatti e alati;
- il pappo è formato da lisce e minute ariste incurvate verso l'alto (o anche verso il basso e finemente barbate.

Il numero cromosomico delle specie di questo genere è: 2n = 12.

### Elenco delle specie
Questo genere ha 67 specie:
A - B
- Grindelia adenodonta (Steyerm.) G.L.Nesom
- Grindelia aegialitis Cabrera
- Grindelia anethifolia (Phil.) Adr.Bartoli & Tortosa
- Grindelia argentina Deble & A.S.Oliveira
- Grindelia arizonica A.Gray
- Grindelia atlantica Deble & A.S.Oliveira
- Grindelia boliviana Rusby
- Grindelia brachystephana Griseb.
- Grindelia buphthalmoides DC.

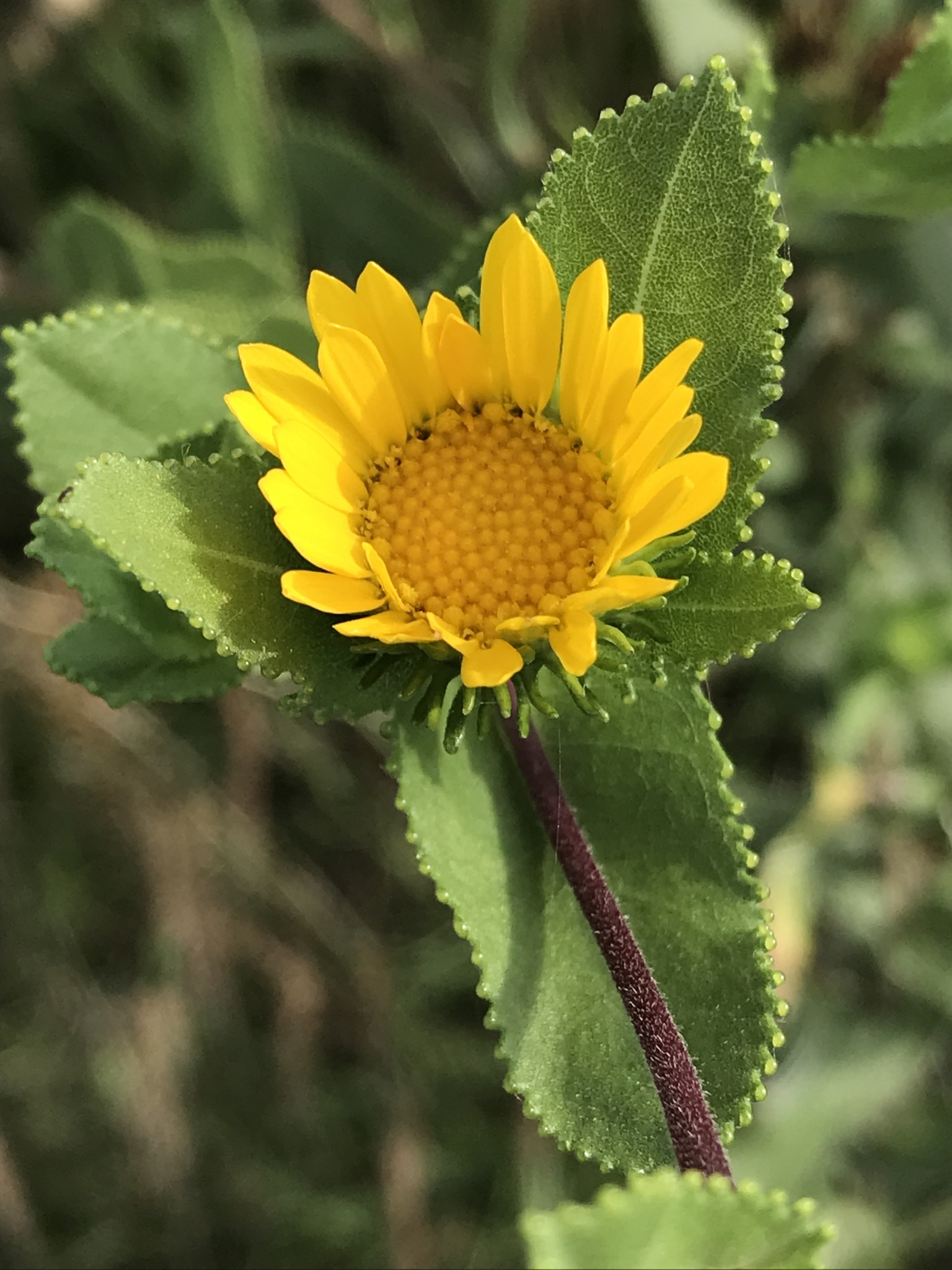
Grindelia adenodonta
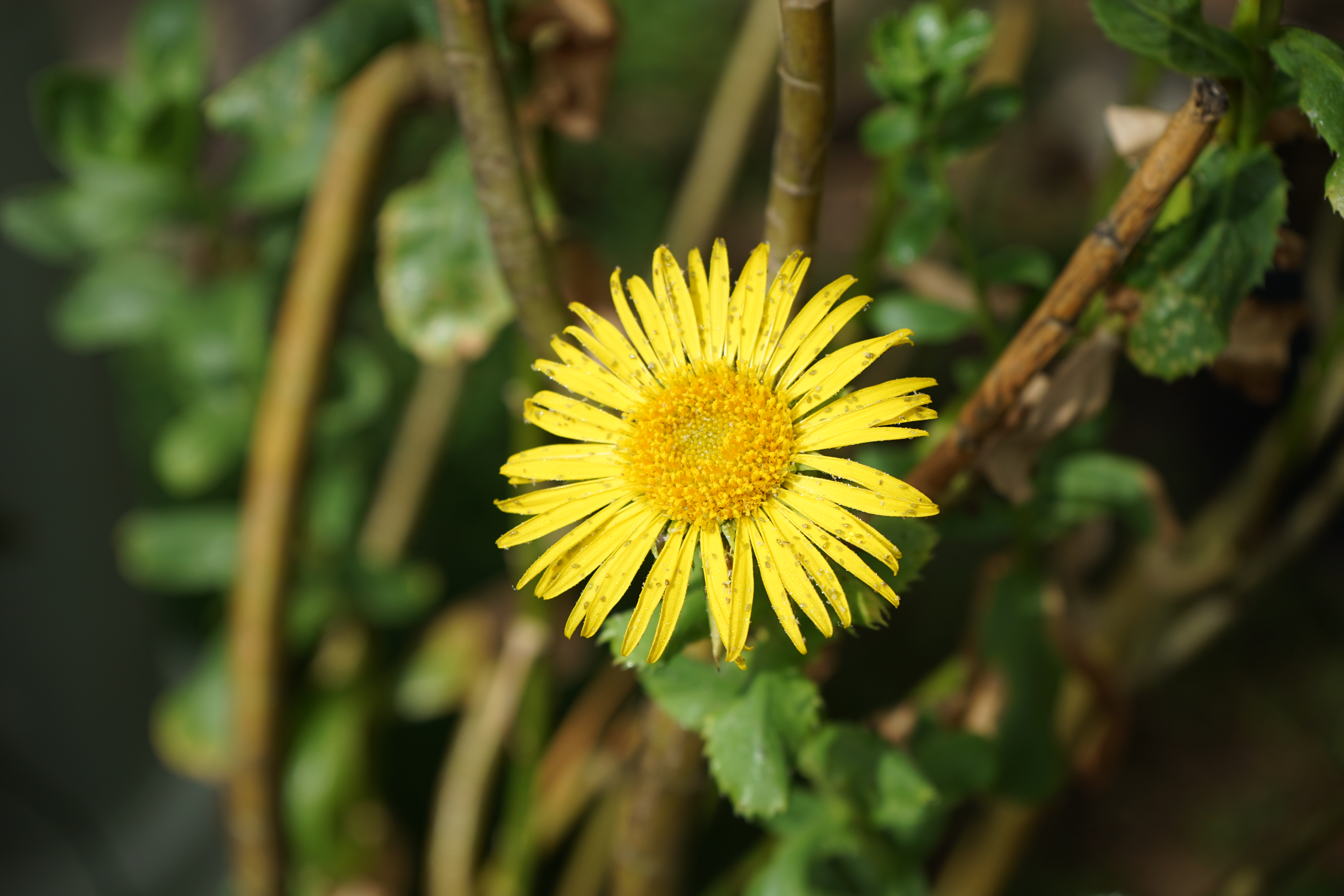
Grindelia buphthalmoides

C - D - F - G
- Grindelia cabrerae Ariza
- Grindelia chacoensis Adr.Bartoli & Tortosa
- Grindelia chiloensis (Cornel.) Cabrera
- Grindelia ciliata (Nutt.) Spreng.
- Grindelia confusa Steyerm.
- Grindelia coronensis Adr.Bartoli & Tortosa
- Grindelia covasii Bartoli & Tortosa
- Grindelia decumbens Greene
- Grindelia fraxinipratensis Reveal & Beatley
- Grindelia gaucha Deble & A.S.Oliveira
- Grindelia globularifolia Griseb.
- Grindelia glutinosa (Cav.) Mart.
- Grindelia grandiflora Hook.
- Grindelia greenmanii Steyerm.

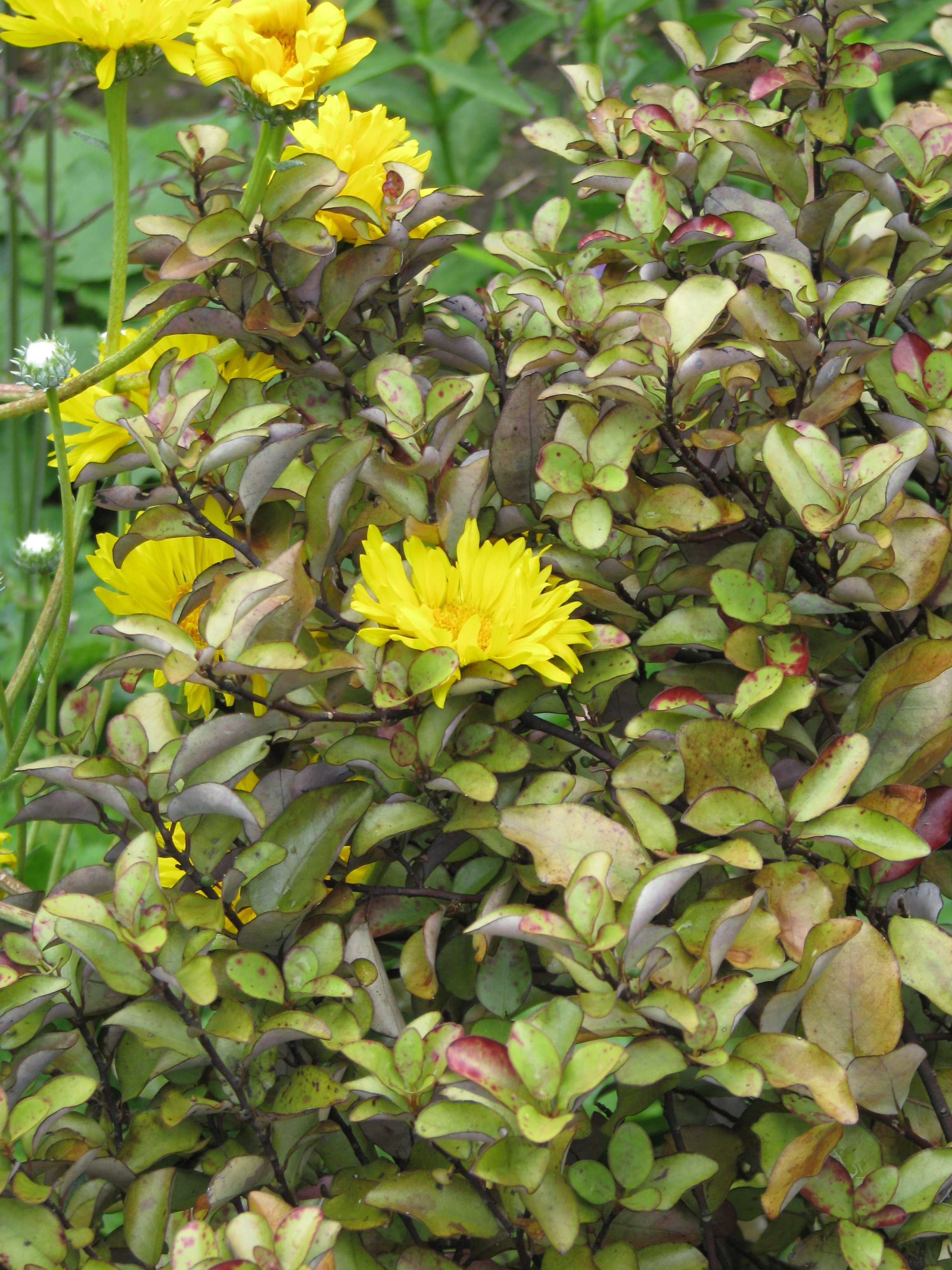
Grindelia chiloensis
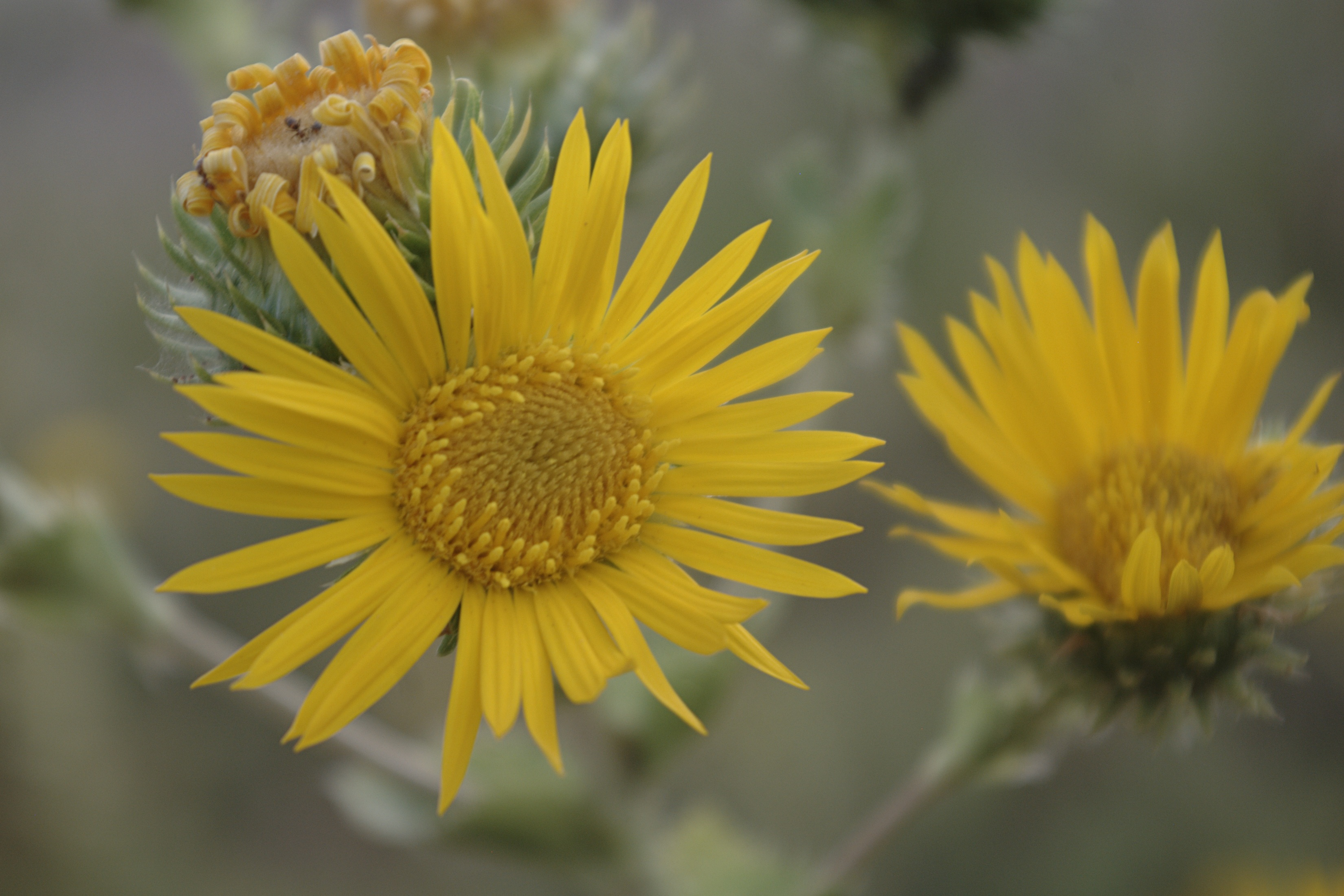
Grindelia ciliata
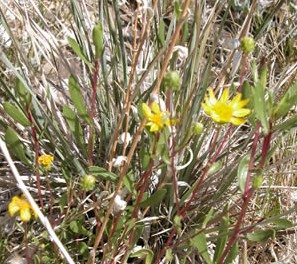
Grindelia fraxinopratensis

H - I - L - M
- Grindelia havardii Steyerm.
- Grindelia hintoniorum G.L.Nesom
- Grindelia hirsutula Hook. & Arn.
- Grindelia hirtella (B.L.Rob. & Greenm.) Adr.Bartoli & Tortosa
- Grindelia howellii Steyerm.
- Grindelia integrifolia DC.
- Grindelia inuloides Willd.
- Grindelia lanceolata Nutt.
- Grindelia leptocarpa (De Jong & Beaman) Adr.Bartoli & Tortosa
- Grindelia linearifolia Adr.Bartoli, Tortosa & Marchesi
- Grindelia macvaughii G.L.Nesom
- Grindelia mendocina Adr.Bartoli & Tortosa
- Grindelia microcephala DC.

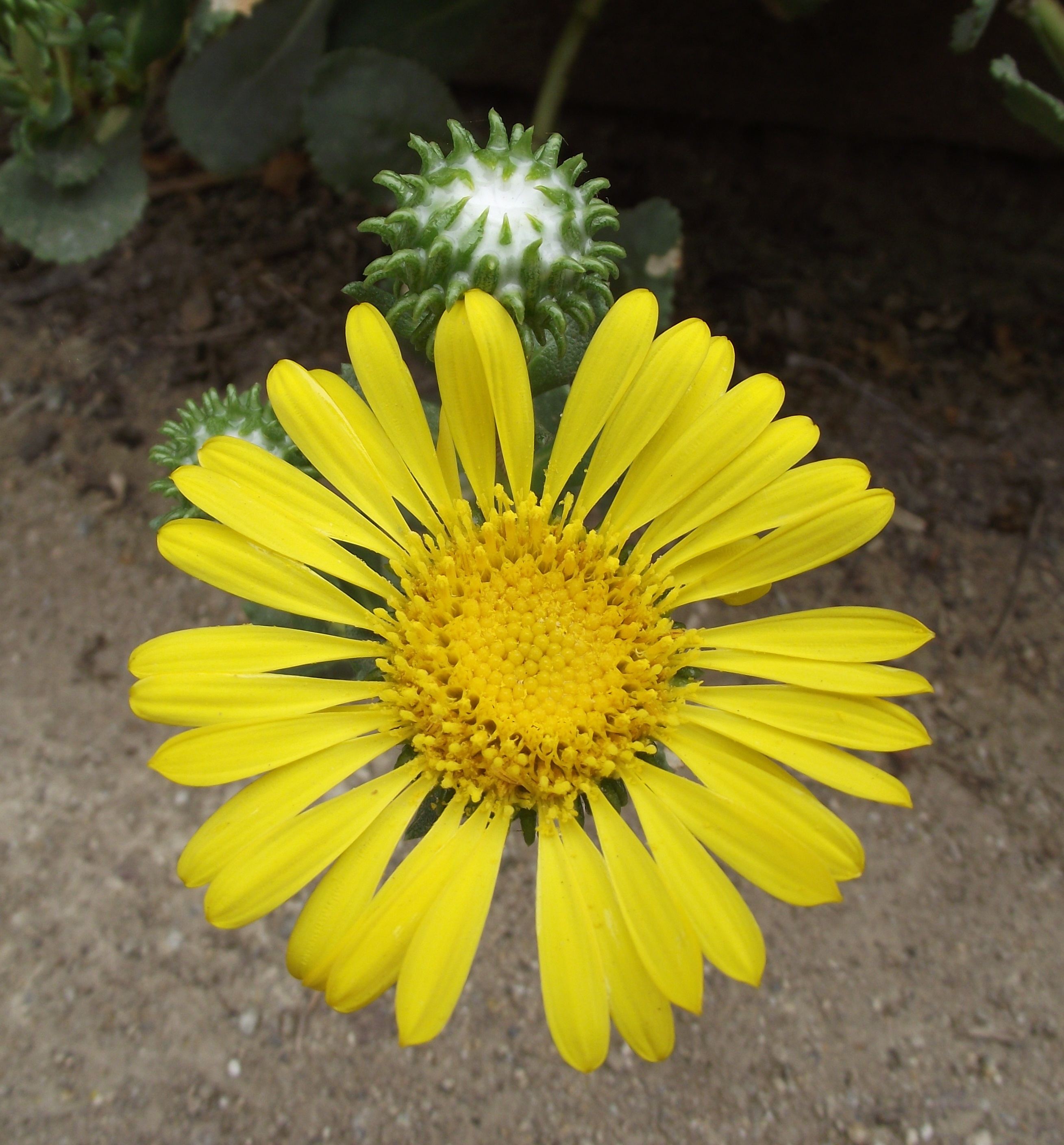
Grindelia hirsutula
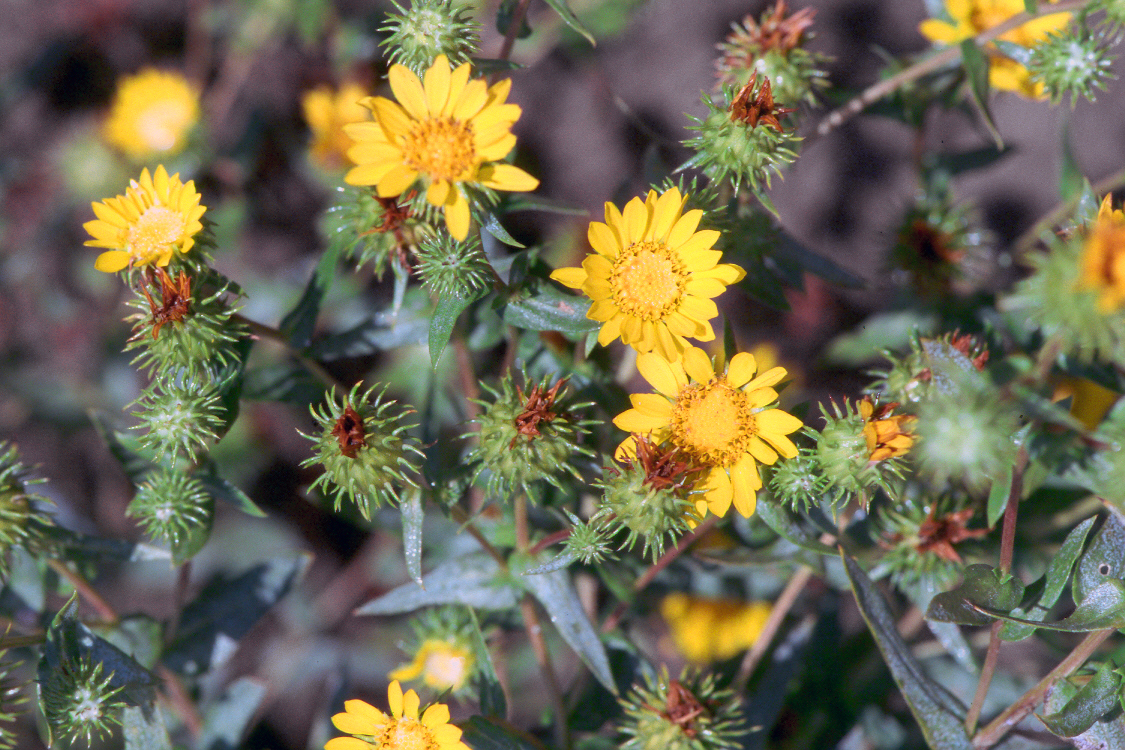
Grindelia integrifolia
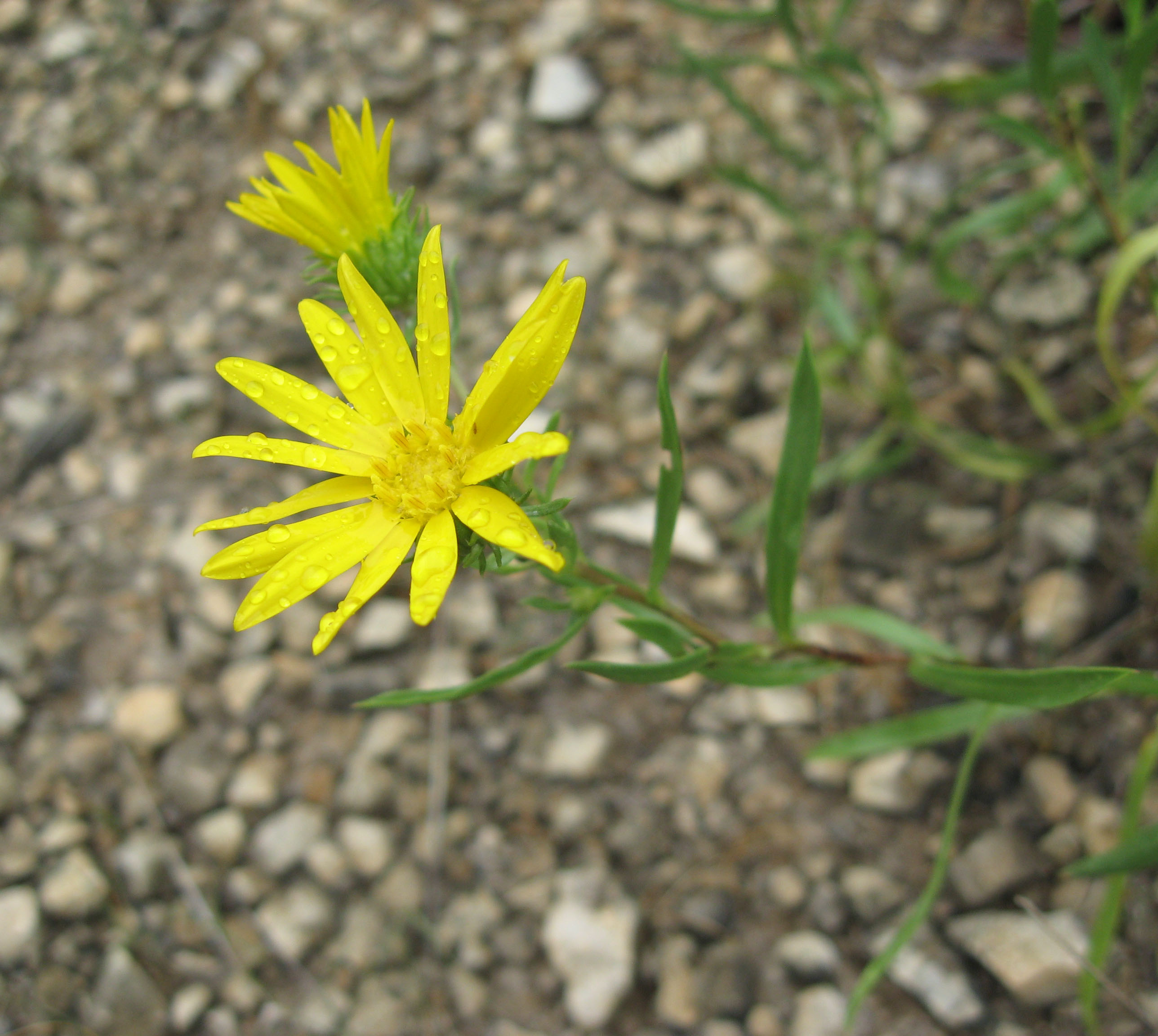
Grindelia lanceolata

N - O - P
- Grindelia nelsonii Steyerm.
- Grindelia nuda Alph.Wood
- Grindelia oaxacana G.L.Nesom
- Grindelia obovatifolia S.F.Blake
- Grindelia oolepis S.F.Blake
- Grindelia orientalis Bartoli, Tortosa & G.H.Rua
- Grindelia oxylepis Greene
- Grindelia palmeri Steyerm.
- Grindelia patagonica Bartoli & Tortosa
- Grindelia peregrinensis Deble & Sabatino
- Grindelia prostrata Adr.Bartoli & Tortosa
- Grindelia puberula Hook. & Arn.
- Grindelia pulchella Dunal
- Grindelia pusilla (Steyerm.) G.L.Nesom
- Grindelia pygmaea Cabrera

R - S - T - V
- Grindelia ragonesei Cabrera
- Grindelia robinsonii Steyerm.
- Grindelia rupestris Adr.Bartoli, Tortosa & Marchesi
- Grindelia scabra Greene
- Grindelia scorzonerifolia Hook. & Arn.
- Grindelia squarrosa (Pursh) Dunal
- Grindelia subalpina Greene
- Grindelia subdecurrens DC.
- Grindelia sublanuginosa Steyerm.
- Grindelia tarapacana Phil.
- Grindelia tenella Steyerm.
- Grindelia tricuspis (Sch.Bip.) Adr.Bartoli & Tortosa
- Grindelia turneri G.L.Nesom
- Grindelia ventanensis Adr.Bartoli & Tortosa
- Grindelia vetimontis G.L.Nesom
- Grindelia villarrealii G.L.Nesom

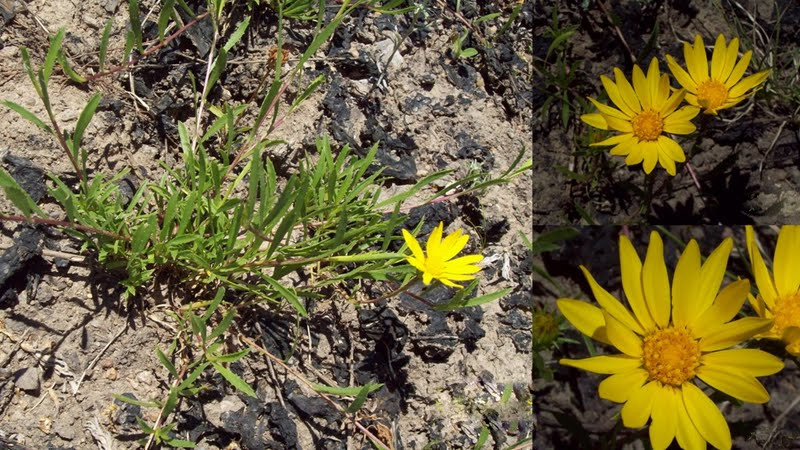
Grindelia scorzonerifolia
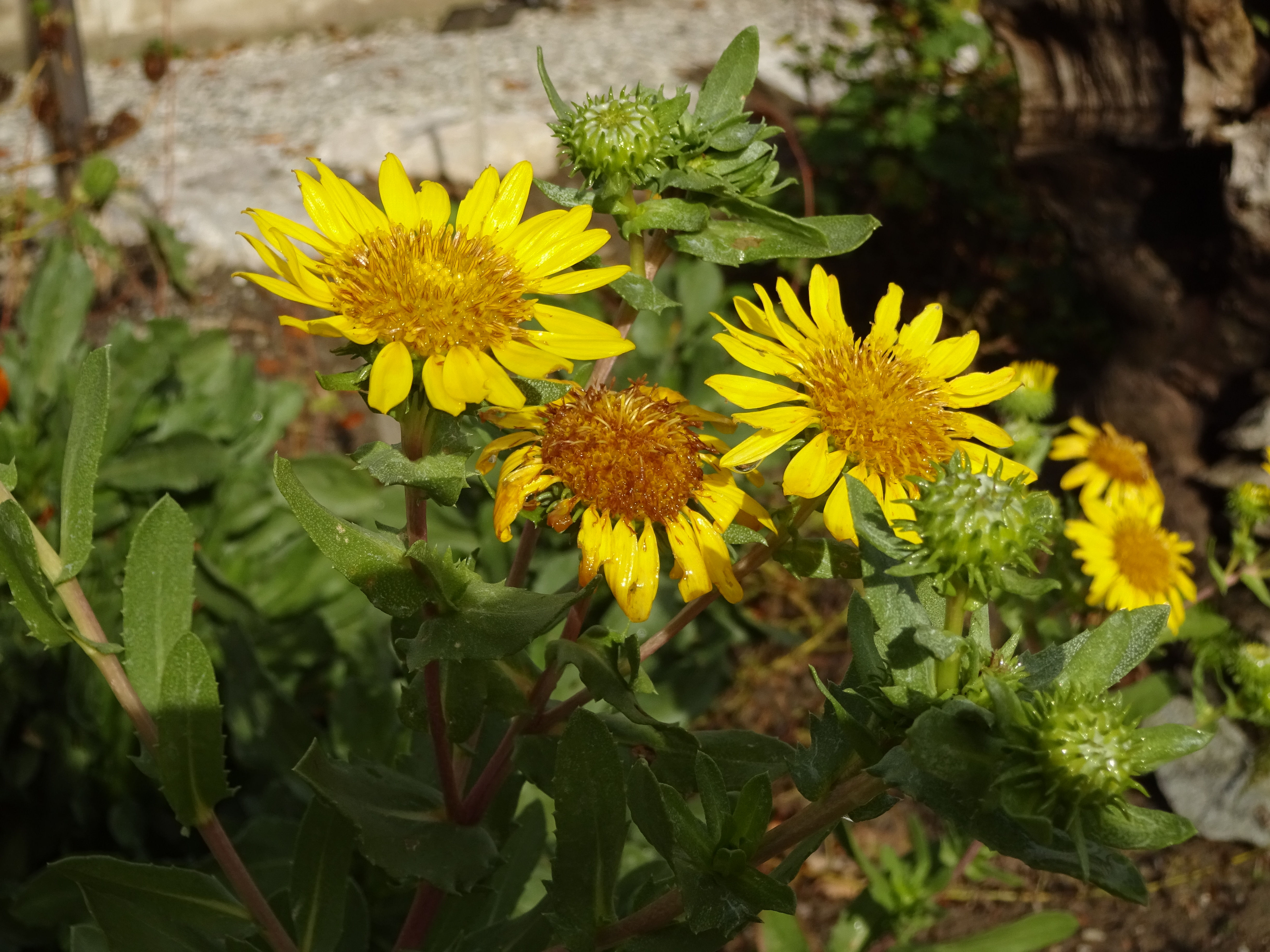
Grindelia squarrosa
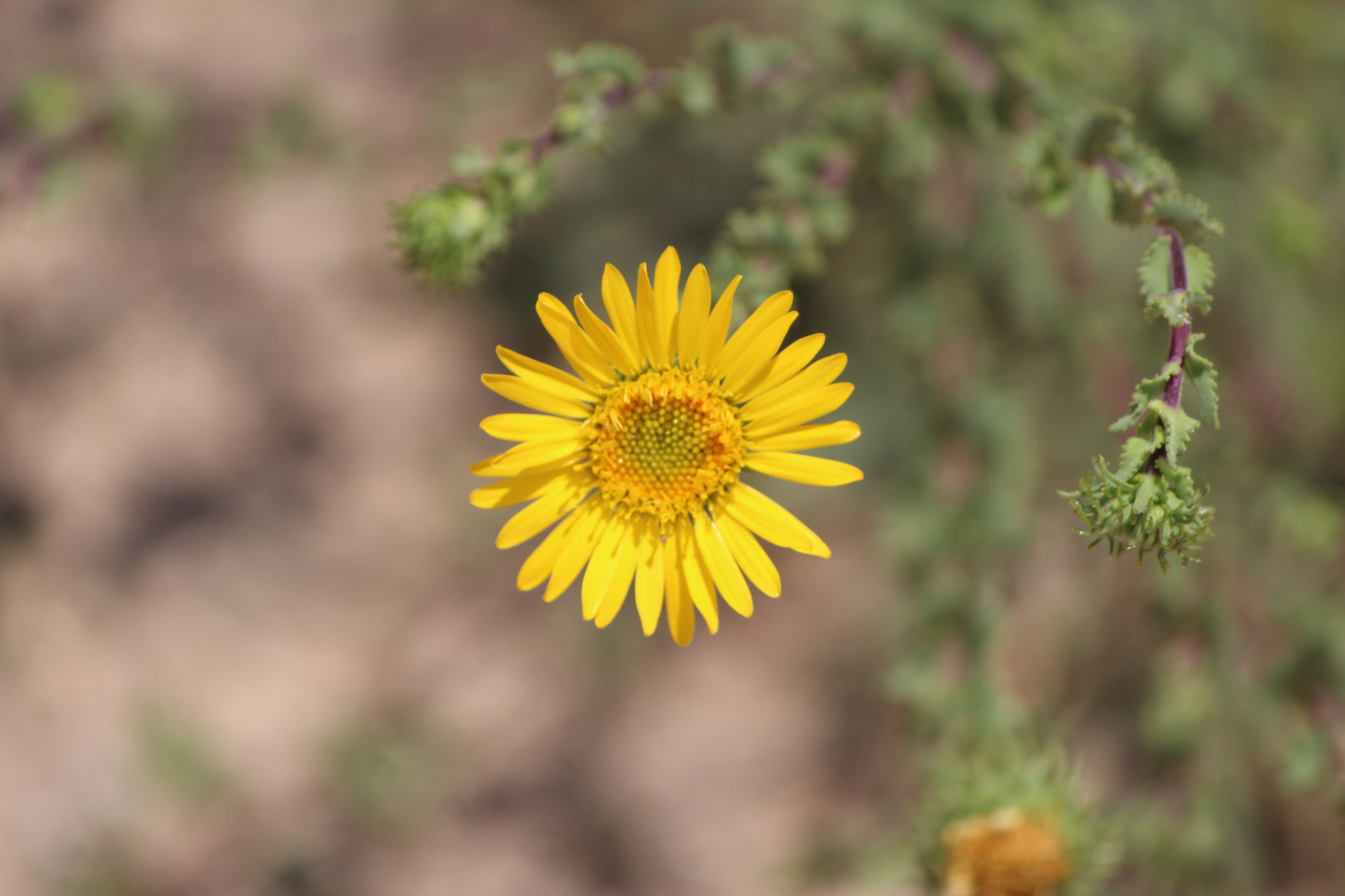
Grindelia subdecurrens
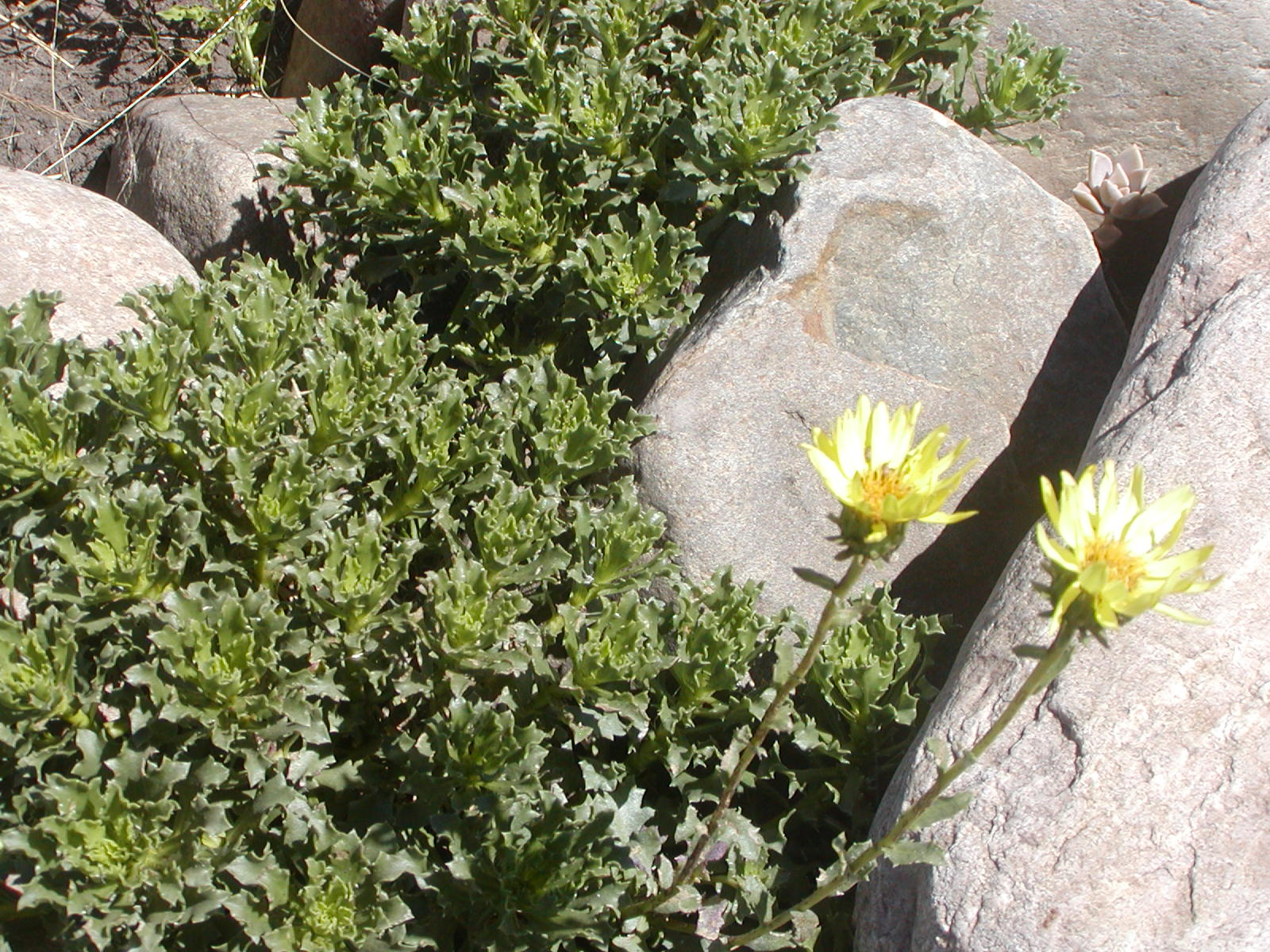
Grindelia ventanensis

### Sinonimi
Sono elencati alcuni sinonimi per questa entità:
- Aurelia Cass.
- Demetria  Lag.
- Donia  R.Br.
- Doniana  Raf.
- Golionema  S.Watson
- Hoorebekia  Cornel.
- Oligonema S.Watson
- Olivaea  Sch.Bip. ex Benth.
- Prionopsis  Nutt.
- Thuraria  Nutt.